# 根肿黑粉菌纲
根肿黑粉菌纲（学名：Entorrhizomycetes）是担子菌门黑粉菌亚门下的一个纲。该纲仅含一个目（根肿黑粉菌目，Entorrhizales），该目下也仅含一个科（根肿黑粉菌科，Entorrhizales）。此科中的真菌可寄生于灯心草科及莎草科植物上并形成菌瘿，内生冬孢子。